# Jean-Pierre Giudicelli
Jean-Pierre Giudicelli (Pau, 20 de febrero de 1943 – 29 de abril de 2024) fue un pentatleta moderno francés.

## Carrera
Participó en dos ocasiones en los Juegos Olímpicos, la primera de ellas fue en México 1968 donde ganó la medalla de bronce en el evento por equipos junto a Raoul Gueguen y Lucien Guiguet; mientras que en el evento individual finalizó en el lugar 37 entre 48 participantes.
Su segunda aparición fue en Múnich 1972 donde en el evento individual finalizó en la posición 22 entre 59 participantes, mientras que en la prueba por equipos terminó en séptimo lugar junto a Michel Gueguen y Raoul Gueguen.